# Поэма
Поэ́ма (от др.-греч. ποίημα — букв. создание) — литературный и музыкальный жанр.

## Поэма в литературе
Крупное или среднее по объёму многочастное стихотворное произведение, как правило, лиро-эпического характера, принадлежащее определённому автору, имеет большую стихотворную повествовательную форму. Может быть героической, романтической, критической, сатирической и т. п.
На протяжении всей истории литературы жанр поэмы претерпевал различные изменения и поэтому лишён устойчивости. Так, «Илиада» Гомера — эпическое произведение, «Поэма без героя» А. А. Ахматовой — исключительно лирическое. Минимального объёма также не существует (например, поэма А. С. Пушкина «Братья разбойники» объёмом в 5 страниц).
Иногда поэмой могут называться прозаические произведения (например, «Мёртвые души» Н. В. Гоголя, «Москва — Петушки» В. В. Ерофеева, «Педагогическая поэма» А. С. Макаренко).

## Поэма в музыке
В инструментальной музыке начиная с эпохи романтизма и позднее поэмой называли пьесу «неклассического» свободного строения, в жанровом отношении близкую фантазии, но в отличие от последней — с выраженными внемузыкальными (прежде всего, литературными) коннотациями. Наиболее последовательно термин использовал Ф. Лист, автор 12 одночастных оркестровых «симфонических поэм», позже — другие композиторы, писавшие симфонические поэмы в русле установленной Листом традиции (А. Дворжак, М. А. Балакирев, П. И. Чайковский, С. В. Рахманинов, Б. Барток, Р. Штраус, «Героическая поэма» А. С. Животова [1946], «Эпическая поэма на русские темы» Г. Г. Галынина). Реже «поэмами» назывались пьесы и других инструментальных составов, например, Поэма для скрипки и фортепиано З. Фибиха, Поэма для скрипки и оркестра Э. Шоссона, его же «Поэма любви и моря» для голоса с оркестром, «Радиофоническая поэма» (фр. Poème radiophonique) для флейты и струнного квартета А. Русселя. Поэмами названы фортепианные пьесы «свободной» формы у М. Равеля («Ночной Гаспар») и А. Н. Скрябина; некоторые поэмы Скрябина носят программные названия — «Сатаническая», «К пламени», «Окрыленная», «Хрупкость» и др.
Поэмой во второй половине XIX и в XX вв. также называлась разновидность кантаты или оратории лирического (лирико-драматического, лирико-эпического и др.) содержания, например, «Искупление» С. Франка (1871; авторское обозначение жанра — «поэма-симфония»), «Дева-избранница» (фр. La damoiselle élue) К. Дебюсси (1889; авторское обозначение жанра — «лирическая поэма» Архивная копия от 2 мая 2019 на Wayback Machine), «Колокола» С. В. Рахманинова (1913), «Поэма о Родине» (1947), «10 поэм на слова русских революционных поэтов» (1952) и «Казнь Степана Разина» (1968) Д. Д. Шостаковича, «Поэма памяти Сергея Есенина» (1956) Г. В. Свиридова, «Военные письма» В. А. Гаврилина (1972).
Изредка поэмами называли свои сочинения композиторы-авангардисты XX века. «Поэмы» авангардистов не имеют какой-либо устойчивой жанровой характерности и не привязаны к какому-либо специфическому вокальному / инструментальному составу, заголовок же часто понимается в смысле (иронической?) аллюзии ушедшей «романтической» традиции, например, «Три поэмы для волн Мартено и фортепиано» А. Жоливе (1935), «Электронная поэма» Э. Вареза (1958), «Симфоническая поэма для 100 метрономов» Д. Лигети (1962) и т. п.

#### Антологии русскоязычных поэм
- Антология «Современная поэма» (журнал «Роман-газета», 1989, № 21 — 22, издательство «Художественная литература», редактор — Н. К. Старшинов)
- Антология «Современная поэма» (издательство «Ниаландо», редактор — Д. Г. Плынов, 2017)

#### Статьи
- Поэма // Большая российская энциклопедия. Том 27. Москва, 2015, стр. 324—325.